# Phare de Farstugrunden
Le phare de Farstugrunden (en suédois : Farstugrunden fyr) est un feu situé en mer, au large de la commune de Luleå, dans le comté de Norrbotten (Suède).

## Histoire
Construit en 1974, il est localisé dans le Golfe de Bothnie à environ 25 km  au sud-est de Luleå. Il est équipé d'un radar Racon émettant jusqu'à 17 milles nautiques (environ 31 km) le message en Code Morse international -....

## Description
Le phare  est une tour cylindrique de 29 mètres de haut, avec trois galeries et une lanterne. Elle est surmontée d'une plateforme pour hélicoptère. La tour est peinte en rouge sur sa partie supérieure et en blanc en-dessous. Il émet, à une hauteur focale de 27 mètres, un long éclat blanc, rouge et vert selon différents secteurs toutes les 8 secondes. Sa portée nominale est de 9.2 milles nautiques (environ 17 km).
Identifiant : ARLHS : SWE-128 ; SV-.... - Amirauté : C5748 - NGA : 11640 .

## Caractéristique dufeu maritime
Fréquence : 8 secondes (W-R-G)
- Lumière : 2 secondes
- Obscurité : 6 secondes

### Lien connexe
- Liste des phares de Suède